# Grande Prêmio da Alemanha de 2018
O Grande Prêmio da Alemanha de 2018 (formalmente denominado Formula 1 Emirates Grosser Preis von Deutschland 2018) foi a decima primeira etapa da temporada de 2018 da Fórmula 1. Disputada em 22 de julho de 2018 no Hockenheimring, Hockenheim, Alemanha
O Grande Prêmio da Alemanha retorna ao calendário da Fórmula 1 desde 2016.

## Relatório

### Treino Classificatório
Q1
A classificação começou como acabou o treino livre, com Charles Leclerc na ponta, mas logo as Ferraris de Kimi Raikkonen e, em seguida, Sebastian Vettel fizeram os melhores tempos, já baixando da casa de 1m13. Lewis Hamilton chegou a encostar neles, em terceiro, mas logo em seguida a dupla da Ferrari melhorou, com Vettel cravando 1m12s538 a seis minutos do fim do Q1, 0s185 à frente de Kimi, deixando o inglês 0s424 atrás. Comprovando a superioridade da Ferrari, Raikkonen melhorou ainda mais e fez 1m12s505.
Enquanto isso, Hamilton teve problemas no finalzinho do Q1 e nem conseguiu levar o carro de volta aos boxes. Desesperado, o tetracampeão ainda tentou empurrar a Mercedes, o que é proibido. Apesar de ter sido detectado um problema hidráulico, ainda não se sabe se isso acarretará numa troca de câmbio, o que renderia ao inglês uma punição com perda de posições no grid. O inglês chegou a se classificar para o Q2, em quinto, mas como não conseguiu prosseguir no treino, na pior das hipóteses, caso o câmbio não seja trocado, vai largar em 14º.
Surpreendentemente Esteban Ocon esteve entre os eliminados, com a Force India, enquanto a dupla da STR também caiu fora, assim como Lance Stroll e Stoffel Vandoorne, estes de forma até esperada pelo péssimo momento de Williams e McLaren.
Eliminados: Esteban Ocon (Force India), Pierre Gasly (Toro Rosso), Brendon Hartley (Toro Rosso), Lance Stroll (Williams) e Stoffel Vandoorne (McLaren).
Q2
Na primeira rodada de tentativas no Q2, Bottas foi mais rápido do que a dupla da Ferrari, com Raikkonen inclusive sendo atrapalhado por uma rodada de Marcus Ericsson no trecho do estádio. Como o sueco jogou muita brita no traçado, a direção de prova decidiu interromper o treino para a limpeza do asfalto.
Depois da volta do treino, a briga pelas vagas finais no Q3 foi muito acirrada. Apesar dos problemas da McLaren, Fernando Alonso ainda ficou a uma posição de avançar, em 11º. Sergey Sirotkin também teve um desempenho bastante razoável e foi o 12º com a Williams, uma posição à frente de Marcus Ericsson (Sauber), enquanto Sergio Perez arrancou a última vaga com a Force India e Charles Leclerc voltou a brilhar, em oitavo, e os dois pilotos da Renault avançaram.
Eliminados: Fernando Alonso (McLaren), Sergey Sirotkin (Williams), Marcus Ericsson (Sauber), Lewis Hamilton (Mercedes) e Daniel Ricciardo (Red Bull).
Q3
Vettel começou o Q3 dando as cartas, fazendo o melhor tempo até então, 1m11s539, superando o segundo colocado Bottas em 0s170 e deixando Raikkonen, que errou na sua primeira tentativa, em terceiro e Verstappen em quarto.
Na última série de voltas lançadas, Bottas chegou a assumir a primeira posição, 0s1 à frente de Vettel, mas o alemão deu o troco na tentativa derradeira e fez um tempo 0s204 melhor para confirmar a quinta pole em 11 corridas no ano.

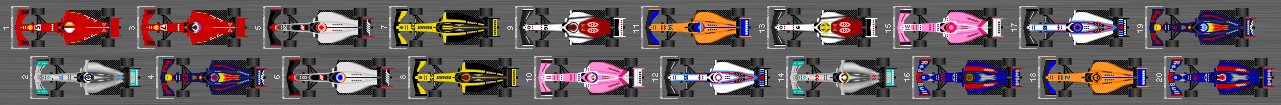
Grid de Largada

### Corrida
A largada se mostrou calma, ao menos na frente. Vettel e Bottas largaram bem, sustentam os dois primeiros lugares. Logo atrás, Räikkönen teve dificuldades para segurar Verstappen. Magnussen, Hülkenberg, Grosjean, Pérez, Sainz e Leclerc completavam o top-10. Hamilton teve uma largada mediana, subindo de 14º para 13º.
Três voltas bastaram para que Vettel abrisse 1s5 de vantagem sobre Bottas, evitando o uso do DRS. Apesar do bom ritmo da Ferrari, Räikkönen não se aproximava de Valtteri.
Na altura da sexta volta, Hamilton já era décimo, tirando Leclerc dos pontos. Ricciardo, por sua vez, escalava com mais parcimônia: largando em 19º, o australiano aparecia em 16º.
Enquanto Hamilton ultrapassava com facilidade, o resto do grid vivia disputas mais acirradas. Grosjean, que já havia perdido posição para Hülkenberg na largada, também foi superado por Pérez, aparecendo em nono. Era um começo decepcionante para um piloto que parecia capaz de pontear o grupo intermediário.
Hamilton terminou de passar os pilotos do pelotão intermediário na volta 14, quando Magnussen ficou para trás. Em quinto, o britânico tinha como desafio cortar uma diferença de quase 20s para Verstappen. Ricciado ainda vivia outra realidade e não havia sequer entrado na zona de pontos, em 13º.
Räikkönen abriu o ciclo de pit-stops na volta 15, voltando em quarto, atrás de Verstappen. A Ferrari teve a preocupação de antecipar o pit-stop para evitar que Kimi ficasse preso atrás de Hamilton. Com pista livre, o "Homem de Gelo" teria a chance de encaixar voltas rápidas e ensaiar um ataque contra Bottas.
O ciclo de pits alcançou o pelotão intermediário na volta 20, quando Hülkenberg parou. Magnussen fez o mesmo na 21, ‘marcando’ o rival na briga pelo sexto lugar. Grosjean, um pouco mais atrás na ordem, veio na 22.
Vettel, por sua vez, parou na 26. E teve uma surpresinha: o tetracampeão voltou atrás de Räikkönen. Bottas e Verstappen, ambos sem paradas, passavam a ser primeiro e segundo. Os dois pararam na 28 e na 29, encerrando o ciclo. A ordem passava a ser Räikkönen, Vettel, Hamilton (que só pararia depois), Bottas e Verstappen.
Faltava só um piloto nesse grupo, Ricciardo. Que ficou pelo caminho: mesmo trocando diversas peças gastas do motor, o australiano perdeu potência na volta 29 e encostou na beira da pista.
Na volta 35, a situação da Ferrari na corrida ficava menos tranquila. Räikkönen começava a atrapalhar Vettel por ter pneus mais gastos, mas não estar disposto a abrir caminho. A sorte da equipe italiana é que Hamilton, também um pouco lento, não conseguia se aproximar.
Foi só na volta 41 que o drama se resolveu. Depois de alguma apreensão, Räikkönen aceitou a mensagem da Ferrari de “não segure o Sebastian” e abriu caminho.
Na volta 43, depois de tanto esperar uma chuva que não veio, Hamilton fez a parada. Como se esperava, o britânico voltou em quinto, precisando remar 8s para brigar por posição com Verstappen. E o timing se mostrou horroroso: exatamente uma volta depois de Lewis colocar outro set de pista seca, a chuva começou a vir com força.
As equipes reagiram de imediato. Leclerc e Alonso foram os primeiros a colocar intermediários, mas sofriam para encontrar tempo de volta. O problema é que, apesar de a curva 6 estar bastante molhada, alguns trechos do circuito tinham até sol. Mesmo assim, Verstappen parou para colocar intermediários, voltando em quinto e cedendo posição para Hamilton.
E definitivamente não deu certo: a pista começou a secar, forçando Verstappen a voltar aos pneus secos. E foi um grande erro: poucas voltas depois, a chuva voltou a cair. O caos começou: Pérez rodou, enquanto Räikkönen escapou e cedeu posição para Bottas.
E o pior veio depois: Vettel escapou sozinho no estádio, consequência da combinação de pneu seco com pista cada vez mais molhada. O alemão bateu e abandonou no ato, uma tragédia para sua campanha no Mundial de Pilotos. O safety-car veio à pista.
Enquanto isso, os boxes ficavam loucos. Bottas e Räikkönen pararam para colocar novos sets de pneus ultramacios. Hamilton seguiu na pista, herdando uma improvável liderança.
A relargada veio, e Hamilton não foi brilhante. O que permitiu o ataque de Bottas, que chegou muito perto de virar líder. Aí a Mercedes agiu: via rádio, a equipe pediu que o finlandês desistisse da briga pela ponta. E assim fez: Hamilton seguiu em frente, carimbando a vitória sem novas reviravoltas.

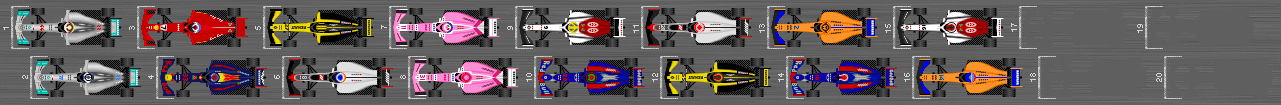
Resultado da corrida

## Pneus
| Nome do composto | Cor | Banda de rolamento | Condições de Tempo | Dry Type                           | Aderência | Longevidade |
| ---------------- | --- | ------------------ | ------------------ | ---------------------------------- | --------- | ----------- |
| Ultra Macio      |     | Slick (P Zero)     | Seco               | Ultrasoft                          | Médio     | Médio       |
| Macio            |     | Slick (P Zero)     | Seco               | Soft                               | Médio     | Médio       |
| Médio            |     | Slick (P Zero)     | Seco               | Medium                             | Médio     | Médio       |
| Intermediário    |     | Sulcos (Cinturato) | Molhado            | Intermediate (água não estagnante) | —         | —           |
| Chuva            |     | Sulcos (Cinturato) | Molhado            | Wet (água estagnante)              | —         | —           |

| Escolhas de Pneus de cada piloto para o GP da Alemanha: | Escolhas de Pneus de cada piloto para o GP da Alemanha: | Escolhas de Pneus de cada piloto para o GP da Alemanha: | Escolhas de Pneus de cada piloto para o GP da Alemanha: | Escolhas de Pneus de cada piloto para o GP da Alemanha: | Escolhas de Pneus de cada piloto para o GP da Alemanha: |
| ------------------------------------------------------- | ------------------------------------------------------- | ------------------------------------------------------- | ------------------------------------------------------- | ------------------------------------------------------- | ------------------------------------------------------- |
| Nº                                                      | Pilotos                                                 | Equipe(s)                                               | Medio                                                   | Macio                                                   | Ultra Macio                                             |
| 44                                                      | Lewis Hamilton                                          | Mercedes                                                | 2                                                       | 4                                                       | 7                                                       |
| 77                                                      | Valtteri Bottas                                         | Mercedes                                                | 1                                                       | 5                                                       | 7                                                       |
| 5                                                       | Sebastian Vettel                                        | Ferrari                                                 | 2                                                       | 4                                                       | 7                                                       |
| 7                                                       | Kimi Räikkönen                                          | Ferrari                                                 | 1                                                       | 5                                                       | 7                                                       |
| 3                                                       | Daniel Ricciardo                                        | Red Bull-TAG Heuer                                      | 2                                                       | 3                                                       | 8                                                       |
| 33                                                      | Max Verstappen                                          | Red Bull-TAG Heuer                                      | 2                                                       | 4                                                       | 7                                                       |
| 11                                                      | Sergio Pérez                                            | Force India-Mercedes                                    | 2                                                       | 3                                                       | 8                                                       |
| 31                                                      | Esteban Ocon                                            | Force India-Mercedes                                    | 2                                                       | 3                                                       | 8                                                       |
| 18                                                      | Lance Stroll                                            | Williams-Mercedes                                       | 2                                                       | 2                                                       | 9                                                       |
| 35                                                      | Sergey Sirotkin                                         | Williams-Mercedes                                       | 1                                                       | 3                                                       | 9                                                       |
| 55                                                      | Carlos Sainz Jr.                                        | Renault                                                 | 2                                                       | 1                                                       | 10                                                      |
| 27                                                      | Nico Hülkenberg                                         | Renault                                                 | 1                                                       | 2                                                       | 10                                                      |
| 10                                                      | Pierre Gasly                                            | Toro Rosso-Honda                                        | 2                                                       | 3                                                       | 8                                                       |
| 28                                                      | Brendon Hartley                                         | Toro Rosso-Honda                                        | 2                                                       | 3                                                       | 8                                                       |
| 8                                                       | Romain Grosjean                                         | Haas-Ferrari                                            | 2                                                       | 4                                                       | 7                                                       |
| 20                                                      | Kevin Magnussen                                         | Haas-Ferrari                                            | 1                                                       | 5                                                       | 7                                                       |
| 14                                                      | Fernando Alonso                                         | McLaren-Renault                                         | 2                                                       | 3                                                       | 8                                                       |
| 2                                                       | Stoffel Vandoorne                                       | McLaren-Renault                                         | 2                                                       | 3                                                       | 8                                                       |
| 9                                                       | Marcus Ericsson                                         | Sauber-Ferrari                                          | 2                                                       | 3                                                       | 8                                                       |
| 16                                                      | Charles Leclerc                                         | Sauber-Ferrari                                          | 3                                                       | 2                                                       | 8                                                       |

## Resultados

### Treino Classificatório
| Pos.                    | Nº | Piloto            | Construtor           | Q1       | Q2       | Q3       | Grid |
| ----------------------- | -- | ----------------- | -------------------- | -------- | -------- | -------- | ---- |
| 1                       | 5  | Sebastian Vettel  | Ferrari              | 1:12.538 | 1:12.505 | 1:11.212 | 1    |
| 2                       | 77 | Valtteri Bottas   | Mercedes             | 1:12.962 | 1:12.152 | 1:11.416 | 2    |
| 3                       | 7  | Kimi Räikkönen    | Ferrari              | 1:12.505 | 1:12.336 | 1:11.547 | 3    |
| 4                       | 33 | Max Verstappen    | Red Bull-TAG Heuer   | 1:13.127 | 1:12.188 | 1:11.822 | 4    |
| 5                       | 20 | Kevin Magnussen   | Haas-Ferrari         | 1:13.105 | 1:12.523 | 1:12.200 | 5    |
| 6                       | 8  | Romain Grosjean   | Haas-Ferrari         | 1:12.986 | 1:12.722 | 1:12.544 | 6    |
| 7                       | 27 | Nico Hülkenberg   | Renault              | 1:13.479 | 1:12.946 | 1:12.560 | 7    |
| 8                       | 55 | Carlos Sainz Jr.  | Renault              | 1:13.324 | 1:13.032 | 1:12.692 | 8    |
| 9                       | 16 | Charles Leclerc   | Sauber-Ferrari       | 1:13.077 | 1:12.995 | 1:12.717 | 9    |
| 10                      | 11 | Sergio Pérez      | Force India-Mercedes | 1:13.427 | 1:13.072 | 1:12.774 | 10   |
| 11                      | 14 | Fernando Alonso   | McLaren-Renault      | 1:13.614 | 1:13.657 | —        | 11   |
| 12                      | 35 | Sergey Sirotkin   | Williams-Mercedes    | 1:13.708 | 1:13.702 | —        | 12   |
| 13                      | 9  | Marcus Ericsson   | Sauber-Ferrari       | 1:13.562 | 1:13.736 | —        | 13   |
| 14                      | 44 | Lewis Hamilton    | Mercedes             | 1:13.012 | S/Tempo  | —        | 14   |
| 15                      | 3  | Daniel Ricciardo  | Red Bull-TAG Heuer   | 1:13.318 | S/Tempo  | —        | 19 1 |
| 16                      | 31 | Esteban Ocon      | Force India-Mercedes | 1:13.720 | —        | —        | 15   |
| 17                      | 10 | Pierre Gasly      | Toro Rosso-Honda     | 1:13.749 | —        | —        | 20 2 |
| 18                      | 28 | Brendon Hartley   | Toro Rosso-Honda     | 1:14.045 | —        | —        | 16   |
| 19                      | 18 | Lance Stroll      | Williams-Mercedes    | 1:14.206 | —        | —        | 17   |
| 20                      | 2  | Stoffel Vandoorne | McLaren-Renault      | 1:14.401 | —        | —        | 18   |
| Tempo dos 107%:1:17.580 |    |                   |                      |          |          |          |      |
| Fonte:                  |    |                   |                      |          |          |          |      |

Notas
- ↑1  – Daniel Ricciardo foi punido com 20 posições na largada por exceder sua cota de elementos de unidade de motor. [4]
- ↑2  – Pierre Gasly foi punido com 30 posições na largada por exceder sua cota de elementos de unidade de motor.

### Corrida
| Pos.   | Nu. | Piloto            | Construtor           | Voltas | Tempo/Retirado    | Grid | Pontos |
| ------ | --- | ----------------- | -------------------- | ------ | ----------------- | ---- | ------ |
| 1      | 44  | Lewis Hamilton    | Mercedes             | 67     | 1:32.29.845       | 14   | 25     |
| 2      | 77  | Valtteri Bottas   | Mercedes             | 67     | +4.535            | 2    | 18     |
| 3      | 7   | Kimi Räikkönen    | Ferrari              | 67     | +6.732            | 3    | 15     |
| 4      | 33  | Max Verstappen    | Red Bull-TAG Heuer   | 67     | +7.654            | 4    | 12     |
| 5      | 27  | Nico Hülkenberg   | Renault              | 67     | +26.609           | 7    | 10     |
| 6      | 8   | Romain Grosjean   | Haas-Ferrari         | 67     | +28.871           | 6    | 8      |
| 7      | 11  | Sergio Pérez      | Force India-Mercedes | 67     | +30.556           | 10   | 6      |
| 8      | 31  | Esteban Ocon      | Force India-Mercedes | 67     | +31.750           | 15   | 4      |
| 9      | 9   | Marcus Ericsson   | Sauber-Ferrari       | 67     | +32.362           | 13   | 2      |
| 10     | 28  | Brendon Hartley   | Toro Rosso-Honda     | 67     | +34.197           | 16   | 1      |
| 11     | 20  | Kevin Magnussen   | Haas-Ferrari         | 67     | +34.919           | 5    |        |
| 12     | 55  | Carlos Sainz Jr.  | Renault              | 67     | +43.069 1         | 8    |        |
| 13     | 2   | Stoffel Vandoorne | McLaren-Renault      | 67     | +46.617           | 18   |        |
| 14     | 10  | Pierre Gasly      | Toro Rosso-Honda     | 66     | +1 Volta          | 20   |        |
| 15     | 16  | Charles Leclerc   | Sauber-Ferrari       | 66     | +1 Volta          | 9    |        |
| 16 2   | 14  | Fernando Alonso   | McLaren-Renault      | 65     | Caixa de câmbio   | 11   |        |
| Ret    | 18  | Lance Stroll      | Williams-Mercedes    | 53     | Unid. de potência | 17   |        |
| Ret    | 5   | Sebastian Vettel  | Ferrari              | 51     | Acidente          | 1    |        |
| Ret    | 35  | Sergey Sirotkin   | Williams-Mercedes    | 51     | Unid. de potência | 12   |        |
| Ret    | 3   | Daniel Ricciardo  | Red Bull-TAG Heuer   | 27     | Unid. de potência | 19   |        |
| Fonte: |     |                   |                      |        |                   |      |        |

Notas
- ↑1  – Carlos Sainz Jr. originalmente terminou a prova na 10ª posição, mas posteriormente foi punido com 10 segundos a mais no seu tempo final de corrida, por ter feito uma ultrapassagem irregular durante a bandeira amarela (com o carro de segurança na pista).
- ↑2  – Fernando Alonso não finalizou a prova, mas obteve a classificação pois completou mais de 90% do tempo total da corrida.

## Voltas na Liderança
- Commons

| Nº de Voltas | Piloto           | Voltas      |
| ------------ | ---------------- | ----------- |
| 38           | Sebastian Vettel | 1-25 39-51  |
| 2            | Valtteri Bottas  | 26-27       |
| 14           | Kimi Räikkönen   | 28-38 52-54 |
| 13           | Lewis Hamilton   | 55-67       |

## 2018DHLFastest Pit Stop Award

### Resultado
| 1      | 5  | Sebastian Vettel  | Ferrari            | 2.09 | 25 |
| 2      | 33 | Max Verstappen    | Red Bull-TAG Heuer | 2.31 | 18 |
| 3      | 9  | Marcus Ericsson   | Sauber-Ferrari     | 2.33 | 15 |
| 4      | 2  | Stoffel Vandoorne | McLaren-Renault    | 2.49 | 12 |
| 5      | 14 | Fernando Alonso   | McLaren-Renault    | 2.66 | 10 |
| 6      | 10 | Pierre Gasly      | Toro Rosso-Honda   | 2.72 | 8  |
| 7      | 18 | Lance Stroll      | Williams-Mercedes  | 2.73 | 6  |
| 8      | 55 | Carlos Sainz Jr.  | Renault            | 2.78 | 4  |
| 9      | 16 | Charles Leclerc   | Sauber-Ferrari     | 2.81 | 2  |
| 10     | 77 | Valtteri Bottas   | Mercedes           | 2.94 | 1  |
| Fonte: |    |                   |                    |      |    |

### Classificação
| Tabela do DHL Fastest Pit Stop Award \| Pos \| Construtor \| Pontos \| Var \| \| --- \| -------------------- \| ------ \| ------- \| \| 1 \| Red Bull-TAG Heuer \| 303 \| Estável \| \| 2 \| Ferrari \| 173 \| Estável \| \| 3 \| Sauber-Ferrari \| 161 \| 1 \| \| 4 \| Mercedes \| 147 \| 1 \| \| 5 \| Williams-Mercedes \| 117 \| Estável \| \| 6 \| McLaren-Renault \| 75 \| Estável \| \| 7 \| Toro Rosso-Honda \| 55 \| Estável \| \| 8 \| Force India-Mercedes \| 42 \| Estável \| \| 9 \| Renault \| 20 \| 1 \| \| 10 \| Haas-Ferrari \| 18 \| 1 \| |                      |        |         |
| Pos | Construtor           | Pontos | Var     |
| 1 | Red Bull-TAG Heuer   | 303    | Estável |
| 2 | Ferrari              | 173    | Estável |
| 3 | Sauber-Ferrari       | 161    | 1       |
| 4 | Mercedes             | 147    | 1       |
| 5 | Williams-Mercedes    | 117    | Estável |
| 6 | McLaren-Renault      | 75     | Estável |
| 7 | Toro Rosso-Honda     | 55     | Estável |
| 8 | Force India-Mercedes | 42     | Estável |
| 9 | Renault              | 20     | 1       |
| 10 | Haas-Ferrari         | 18     | 1       |

## Tabela do campeonato após a corrida
Somente as cinco primeiras posições estão incluídas nas tabelas.
| Pos | Piloto           | Pontos | Var     |
| --- | ---------------- | ------ | ------- |
| 1   | Lewis Hamilton   | 188    | 1       |
| 2   | Sebastian Vettel | 171    | 1       |
| 3   | Kimi Räikkönen   | 131    | Estável |
| 4   | Valtteri Bottas  | 122    | 1       |
| 5   | Daniel Ricciardo | 106    | 1       |

| Pos | Construtor           | Pontos | Var     |
| --- | -------------------- | ------ | ------- |
| 1   | Mercedes             | 310    | 1       |
| 2   | Ferrari              | 302    | 1       |
| 3   | Red Bull-TAG Heuer   | 211    | Estável |
| 4   | Renault              | 80     | Estável |
| 5   | Force India-Mercedes | 59     | 1       |